# Comunità montana del Lario Intelvese
La Comunità montana del Lario Intelvese è una comunità montana in provincia di Como.
Il capoluogo è Centro Valle Intelvi.
Il territorio è costituito dalla Val d'Intelvi e dai comuni circostanti che si affacciano sulla sponda occidentale del Lago di Como, da Cernobbio a  Tremezzina. Il comune di Griante, che in precedenza apparteneva alla non più esistente Comunità montana delle Alpi Lepontine, si è aggregato a partire dal settembre 2009.